# Aventures sur le net
Aventures sur le net est une émission de télévision française de télé-réalité produite par KM Production et diffusée sur TF6 à partir du 8 janvier 2001. Cette émission est considérée comme la première émission de télé-réalité diffusée en France, quatre mois avant Loft Story,. Des émissions quotidiennes présentées par Jérôme Bertin chaque soir du lundi au samedi à 20h00 permettaient de retracer les péripéties des « aventuriers ».

## Principe
Le principe se rapproche de celui du Big Brother, trois équipes différentes : les violets, les bleus, et les jaunes sont enfermées dans trois appartements distincts complètement vides qu'ils n'ont absolument pas le droit de quitter sous peine de disqualification. Chaque équipe dispose seulement d'un ordinateur connecté à internet dont le temps de connexion sera variable en fonction des épreuves remportées afin de pouvoir se meubler et d'un budget de 15 000 francs. Chaque « session » de jeu dure trois semaines durant lesquelles de nombreuses épreuves ont lieu afin de départager les équipes et leur donner un temps plus ou moins long de connexion internet. Deux caméras par appartement filmaient 24 h / 24 les faits et gestes des candidats tout en respectant leur intimité,.